# Lamatuka
Lamatuka is een bestuurslaag in het regentschap Lembata van de provincie Oost-Nusa Tenggara, Indonesië. Lamatuka telt 439 inwoners (volkstelling 2010).